# Habacilar
Habacilar fue un programa de concursos peruano producido por ProTV Producciones y transmitido por América Televisión, con la conducción de Raúl Romero. El programa de entretenimiento de corte juvenil estuvo centrado en concursos, juegos de destreza, conocimiento y talento. Sus participantes eran llamados «académicos».
Junto a los conductores, Habacilar se complementó con escenas musicales, especialmente jingles, bajo la participación del trompetista Tito Chicoma y modelos coanimadoras.
Un programa derivado titulado Esto es Habacilar se estrenó el 24 de enero de 2022 y concluyó el 11 de febrero de ese año por el mismo canal.

## Historia y desarrollo

### Antecedentes e inicios
Inicialmente Raúl Romero y Roger del Águila debutaron con el programa en Panamericana Televisión el 27 de noviembre del 2000, bajo el nombre R con erre hasta su cancelación el 10 de julio del 2003,un día antes de la toma violenta surgida por la crisis de Panamericana Televisión. En 2002, Romero consiguió una renovación por dos años con la productora Mariana Ramírez del Villar.
Después del incidente, América Televisión toma el relevo y el espectáculo se vuelve a transmitir a partir del 1 de diciembre del 2003, bajo la producción de Target TV, una alianza entre Romero y los productores Ramírez del Villar y Diego Quijano de la recién formada ProTV. Para el programa, Roger del Águila continúa como coanimador y se convoca a algunas de las modelos que han estado hasta la última edición de R con erre (Carolina Chang, Laura Huarcayo y Thalía Estabridis), y a su vez, se anuncia la salida de Cati Caballero del programa. Se anuncia el ingreso de una nueva modelo, Tracy Freundt, que es presentada el mismo día en el que se inician las transmisiones del show en América.El nombre elaborado para el programa es Habacilar, correspondiente a un juego de palabras entre la frase «a vacilar» y el apodo de Romero «Cara de Haba».Peter Fajardo, productor y encargado del proceso creativo de R con erre, tomó la producción general del programa.
El programa se transmitía de lunes a viernes en horario estelar, desde las 18:30 horas,y desde los primeros años utilizó varias secuencias en que los concursantes participaban para obtener un premio de 200 dólares estadounidenses en efectivo. Una modelo anunciaba al ganador a modo de conteo. Durante el mediotiempo, se realizaron coreografías exclusivas para el juego con la ayuda de Liliana Barriga. Se realizaron seis secciones patrocinadas por una marca al día. Una las secuencias más conocidas fue Canta y gana, en la cual tres concursantes debían continuar la letra de alguna canción frente al público.En cambio, otras se destacaron por dinámicas de sus personajes en la realización de los desafíos, quienes se volvieron célebres en el programa.
Además, incorporó otras secciones humorísticas con orquesta en vivo de su público, los «académicos». Para formar parte de la audiencia del set, y competir voluntariamente en alguno de los juegos, se necesitó un pase ofrecido gratuitamente por la producción del programa. En cambio, existieron pases preferenciales para seguidores que pudieron estar cerca del coconductor en un palco aparte, denominados «pitucos del balcón», todo desde la etapa de R con Erre en Panamericana.
Entre las actividades realizadas con los «académicos», está el musical «El baile del chivito», interpretado por Romero junto a su coanimador y compositor Róger del Águila. Posteriormente, Del Águila dio vida al personaje Boyer en diversas ediciones del programa entre 2005 y 2006, y en ese último año adoptó su rol jocoso en la interacción con la audiencia.
Durante la primera temporada del programa se contó con la participación de un grupo de axé (género musical de moda en aquellos años) llamado Exporto Brasil, conformado por Brenda Carvalho, Paloma Fiuza, Rodrigo Zimoski, Thiago Cunha y Bruno Chaerk. En abril de 2004 la modelo Anahí de Cárdenas ingresó al programa tras la salida de Carolina Chang. Un mes después, la modelo Laura Huarcayo se despidió públicamente de Habacilar para iniciar la conducción del programa Lima limón, el cual salió al aire en noviembre de ese año a través de las pantallas de América. Durante ese mismo año, también ingresó la modelo Maju Mantilla, quien permaneció tres meses en Habacilar antes de ir a participar y coronarse en el certamen Miss Mundo 2004 en China. Esta primera temporada del programa culminó en diciembre de ese año con el elenco conformado por Raúl Romero, Roger del Águila y las modelos Thalía Estabridis, Anahí de Cárdenas y Tracy Freundt.
En enero de 2005, el programa regresó con su segunda temporada enfocada en las vacaciones de verano. De igual forma, presentaron a nuevas modelos que acompañaron a Raúl Romero durante el periodo de verano: Cinthya Tong, Pamela Pizarro, Micaela Page y Natalia Urrunaga. A inicios del mes de marzo, las modelos Thalía Estabridis, Tracy Freundt y Anahí de Cárdenas se reincorporan al programa después de que estuvieran de vacaciones, y Natalia Urrunaga fue la elegida para permanecer durante el resto de la temporada. En abril de ese mismo año, se realizó un especial para conmemorar los mil días del programa que reunió exclusivamente a las celebridades de la casa televisiva. Esta segunda temporada de Habacilar concluyó en el mes de diciembre de ese mismo año con el elenco conformado por Raúl Romero, Roger del Águila y las modelos Thalía Estabridis, Tracy Freundt, Anahí de Cárdenas y Natalia Urrunaga.
En marzo de 2006, el programa renovó para una nueva temporada y una vez más el coanimador Roger del Águila continuó acompañando a Raúl Romero en la conducción. Para esta temporada se añadió un portón dentro de la escenografía del set para recibir a artistas invitados en el programa. Este llevaba el logotipo del programa y se encontraba ubicado debajo del palco donde se instalaban los «pitucos del balcón». Por otro lado, se lanzó la secuencia Ven, baila, quinceañera, la cual estuvo dirigida a aquellas jóvenes (por entonces nacidas en 1991) que se encontraban próximas a cumplir quince años y que concursaban para llevarse el premio de organizar su fiesta. En cuanto a las modelos, continuaron Anahí de Cárdenas y Tracy Freundt, y presentaron a Tilsa Lozano y Elizabeth Aedo, quienes tuvieron una breve participación. En el mes de abril, María Paz Gonzales-Vigil ingresa al programa y días después la modelo Thalía Estabridis se reincorpora a Habacilar luego de haber estado de vacaciones, mientras que Anahí de Cárdenas y Tracy Freundt continuaron. Durante el mes de junio, la modelo Anahí de Cárdenas dio vida al personaje Luzma. A inicios del mes de septiembre, la modelo Andrea Cárdenas ingresó al programa tras la salida de Anahí de Cárdenas, quien inició en el mundo actoral al debutar en la serie Esta sociedad. En noviembre de ese mismo año, el programa recibió al elenco de la banda juvenil RBD durante el Tour Generación. Esta temporada concluyó a finales del mes de diciembre de ese mismo año con el elenco conformado por Raúl Romero, Roger del Águila y las modelos Thalía Estabridis, Tracy Freundt, Andrea Cárdenas y María Paz Gonzales-Vigil.
En 2007, el coanimador Roger del Águila anunció su salida del programa para enfocarse en proyectos personales, para que en ese año Sandro Monzante y Katia Palma tomen este rol. En cuanto a las modelos Thalía Estabridis continuó en el programa e ingresaron Fiorella Flores, Melissa Loza y Emilia Drago. Poco tiempo después, ingresó un tercer coanimador: Carlos «Tomate» Barraza. Ese mismo año, salió a la luz su secuencia Amigos y rivales, centrada en el baile y que catapultó el contenido hacia el género de telerrealidad.
En el 2008, Sandro Monzante se retira del programa y únicamente se quedan Katia Palma y Carlos «Tomate» Barraza como coanimadores. En cuanto a las modelos, continúan las mismas desde la temporada anterior (Thalía Estabridis, Fiorella Flores, Melissa Loza y Emilia Drago). En abril se realizó una edición especial por los 1216 días del programa que reunió nuevamente a las figuras de la casa televisiva. Al mismo tiempo, durante ese mismo mes se incorporó una quinta modelo, Melissa García, quien permaneció hasta inicios de julio. En el mes de agosto, Emilia Drago se despide públicamente del programa, y Tracy Freundt se reincorpora al mismo tras un año y medio de ausencia. Posteriormente, en el mes de noviembre se volvió a incorporar una quinta modelo: Melissa Huddleston.
Para la temporada de 2009 se retiraron dos elementos del set: el palco en el que se instalaban los «pitucos del balcón» y el portón por donde ingresaban los artistas invitados. Durante todo ese año las modelos del programa fueron Thalía Estabridis, Tracy Freundt, Melissa Loza y Alessandra Zignago. En diciembre del mismo año, la Universidad de San Martín de Porres realizó el concurso Aprende Cómo, cuyo formato fue de pruebas de conocimiento entre estudiantes de secundaria.

### Temporadas 2010-2011 y cancelación
Durante el 2010, con el ingreso de Giselle Patrón y Maricris Rubio, el grupo de modelos volvió a contar con cinco integrantes. Asimismo, la secuencia Amigos y rivales, conducida por Carla Barzotti, continuó siendo la preferida por el público y también se invitó a participar al actor mexicano Bobby Larios.Ramírez del Villar planificó priorizar a celebridades de televisión desde lo experimentado en su previa sección Canta y gana. Sin embargo, los productores de la cadena reconocieron que afectaron su imagen institucional, generado por la competencia entre Romero y Gisela Valcárcel, esta última productora de su también programa concurso El gran show. Además, dos de sus concursantes, Karen Dejo y Maricielo Effio, acusaron a la productora por falta de credibilidad en sus mecánicas.
Después de Amigos y rivales, se continuó probando otro tipo de secuencias como Libera tu talento y Ven, baila, quinceañera (anteriormente lanzada en el año 2006).
El 20 de octubre de 2010, Amigos y rivales se renovó para una quinta temporada enfocada en los mejores participantes de las ediciones anteriores. En marzo de 2011, se confirmó otra edición centrada en pruebas individuales, para conseguir un bonificación de ocho mil dólares más la fiesta de promoción de su colegio a quien representa; adicionalmente, contó la participación de Maricarmen Marín como jurado.
En enero de 2011, se anunció Very verano como reemplazo del programa para la temporada de verano por recomendación de Romero, bajo la conducción de Erick Elera y Nataniel Sánchez (actores que por entonces interpretaban a los personajes de Joel Gonzales y Fernanda de las Casas de la exitosa serie Al fondo hay sitio, del mismo canal) rediseñando y usando el mismo set del programa. Para marzo de 2011, se incluyó en la nueva temporada a modelos masculinos permanentes procedentes de antecesor.Sin embargo, con la llegada de El último pasajero (Frecuencia Latina) y Dame que te doy (ATV),la producción se enfocó en concursos más familiares y con premios de valor monetario mayor a la tradicional (incluyendo una intervención del programa Minuto para ganar de América Televisión).Para julio de 2011, Habacilar deja de emitirse al aire tras 8 años y perder considerable audiencia de los jóvenes a favor del programa rival de Frecuencia Latina.El último grupo de modelos que acompañó a Raúl Romero estuvo conformado por Thalía Estabridis, Tracy Freundt, Melissa Loza y Korina Rivadeneira.
Para agosto de 2011, la productora Ramírez del Villar confirmó que entró en reestructuración. Para entonces, América lanzó dos programas derivados basados en Amigos y rivales (lunes y martes) y Canta si puedes (miércoles a viernes) que duraron del 31 de agosto hasta el mes de diciembre del mismo año, y se contó con la permanencia de las modelos Thalía Estabridis,  Melissa Loza y Tracy Freundt.Amigos y rivales siguió renovando con nuevas mecánicas hasta que en el mes de noviembre se estrenó la última temporada con estrellas infantiles invitadas como Dayiro Castañeda, Brando Gallesi, Kareen Pizarro y Josué Stéfano.Target TV desapareció en diciembre tras desacuerdos internos, incluyendo la salida de su programa hermano Lima limón. Romero volvió a Panamericana al siguiente año para realizar negociaciones de revivir R con erre que no prosperaron. Finalmente, en una entrevista del 2019 con el canal de YouTube Moloko Podcast, el presentador confirma que ya no tiene planes para volver a producir un programa similar en América.

### Esto es Habacilar
El 15 de enero de 2022 América Televisión anunció un nuevo derivado del programa, inicialmente llamado Ven a vacilarte. En la promoción del 19 de enero se confirmó el nombre Esto es Habacilar y que contará con la participación de competidores de Esto es guerra, conformando a Jota Benz, Ignacio Baladán y Patricio Parodi como modelos masculinos; con Luciana Fuster, Korina Rivadeneira, Paloma Fiuza y Angie Arizaga como modelos femeninasy con Facundo González en el rol de copresentador; incluyendo a algunos integrantes del antiguo elenco: Tracy Freundt, Thalía Estabridis y Eduardo Margarito Peña, Margaracha. El 23 de enero, la productora Mariana Ramírez del Villar confirmó que para «jalar al público» recurrirán al reparto vigente de Esto es guerra y la incorporación de Solana Costa y Christian Wengle en los roles de modelos. En el juego del Valetodo, contaron con la presencia de Mack Songhursh «la Mackyna» y Kevin Salas «la Bestia», esposo de la cantante Estrella Torres, como luchadores de la secuencia.
Esto es Habacilar se estrenó el 24 de enero bajo la conducción de Roger del Águila y Johanna San Miguel.Además, cuenta al tecladista Juan Carlos Fernández como director de orquesta y el público reducido por las medidas sanitarias implementadas ante la pandemia de COVID-19. El monto a ganar se estableció a 500 soles por secuencia. Fue el tercer programa de mayor sintonía del día; según Kantar Ibope Media, alcanzó 18.3 puntos de índice de audiencia siendo superado por la telenovela Maricucha y la serie Junta de vecinos, ambas del mismo canal.
No obstante, la continuación recibió muchas críticas por la preferencia de los chicos reality como modelos ante el reparto original y el estilo de humor de Roger del Águila. Sobre la ausencia de Raúl Romero, confirmó no participar en la emisión, y posteriormente señaló para una usuaria de TikTok: «Habacilar no está todavía en la tele. Es otra cosa, debieron haberle puesto otro nombre».
Debido a la reducción de audiencia, incluyendo a la transmisión del partido de la selección peruana de fútbol en las eliminatorias sudamericanas en Latina, el martes 1 de febrero de 2022, Esto es Habacilar no salió al aire y en su lugar se emitió dos capítulos de La rosa de Guadalupe. Tiempo después, América Televisión confirmó un nuevo cambio de horario desde el miércoles 2 de febrero de 19:30 a 20:30. El 4 de febrero, Johanna San Miguel anuncia el regreso de Esto es guerra, lo que llevó a suponer a varios medios el final de Esto es Habacilar. El 11 de febrero, oficialmente se anuncia la culminación del programa y, ese mismo día, se emitió por última vez, todo ello en medio de controversias por las denuncias de participantes de haber sido maltratados por la producción y el bajo índice de audiencia, llegando a nueve puntos en sus últimas emisiones.

## Reencuentro

### Cara de Haba: de la tele al estadio
En mayo de 2025 se viralizó una foto donde Raúl Romero y Roger del Águila se estaban reencontrando tras 17 años. Inicialmente se había especulado un posible retorno de Romero a la televisión con Del Águila. Sin embargo, dicha foto en realidad fue para promocionar el evento del reencuentro del programa con el espectáculo Cara de Haba: de la tele al estadio donde además estarían las exmodelos del programa: Laura Huarcayo, Cati Caballero, Thalía Estabridis y Tracy Freundt, además de contar con la compañía de la excoanimadora y actual conductora del programa Esto es guerra, Katia Palma. La fecha del espectáculo estuvo prevista para el sábado 5 de julio en el Estadio Nacional de Lima, donde recordarán los momentos vividos que pasaron en el programa concurso de América Televisión.
El show se desarrolló el 5 de julio en el Estadio Nacional, adonde acudieron más de 1 millón de fanáticos del programa. El espectáculo incluyó la participación del público en el escenario principal con el recordado juego Canta y gana, que además incluyó la musicalización del hijo del fallecido Tito Chicoma, Roberto Chicoma Jr. y su orquesta. Entre los artistas invitados estuvieron el grupo Río, los Hermanos Yaipén, La Charanga Habanera y Exporto Brasil. Además, estuvo como invitado Carlos "Tomate" Barraza, quien tuvo un emotivo reencuentro con Raúl Romero en el escenario.

## Elenco

### Animadores
- Raúl Romero (R con erre, 2001-2003; Habacilar, 2003-2011)

### Coanimadores
- Roger del Águila (R con erre, 2000-2001, 2002-2003; Habacilar, 2003-2006; Esto es Habacilar, 2022)[96]
- Percy Lavaud (R con erre, 2001)
- Felipe (R con erre, 2002)
- Carlos Galdos (R con erre, 2001)
- Sandro Mozante (2007)
- Carlos «Tomate» Barraza (2007-2010;[97] Esto es Habacilar, 2022)[98]
- Katia Palma (2007-2011)
- Carla Barzotti (2011)
- Johanna San Miguel (Esto es Habacilar, 2022)[96]

### Modelos
Las modelos han acompañado a Raúl Romero desde R con erre y en cada temporada normalmente eran cuatro integrantes coanimadoras. Patty Wong, Geraldine Salmon, Cati Caballero y Laura Huarcayo fueron las primeras formadas en la temporada de estreno, siendo las dos últimas quienes permanecieron toda la etapa en Panamericana. Otras modelos que también desfilaron en R con erre fueron Marina Mora, Georgia Pomar, Andrea Bucher, Carmen Rivera, Luciana Farfán, Carolina Chang, Mariana Orihuela, Alejandra Lulli, Nicole Bahamonde, Ivette Santa María, Tamara Redondo y Thalía Estabridis.
A fines del 2003, cuando se inicia la etapa de Habacilar en América Televisión, las primeras modelos son Carolina Chang, Laura Huarcayo, Thalía Estabridis y Tracy Freundt.Las dos últimas permanecieron varios años, incluyendo el cierre del programa Habacilar en el 2011 y el programa derivado Esto es Habacilar.
Con el paso del tiempo, hubo otras modelos que también formaron parte de Habacilar, algunas fueron destacadas y otras tuvieron pequeñas participaciones: Anahí de Cárdenas (quien permaneció entre las temporadas 2004 y 2006), Maju Mantilla, Pamela Pizarro, Cinthya Tong, Micaela Page, Natalia Urrunaga, Tilsa Lozano, Elizabeth Aedo, María Paz Gonzales-Vigil, Melissa Loza (la tercera con mayor permanencia entre 2007 y 2011), Fiorella Flores, Emilia Drago, Melissa García, Alessandra Zignago, Maricris Rubio, Giselle Patrón, Yoshadara López y Korina Rivadeneira. También incluyeron modelos de certámenes de belleza extranjeros como Andrea Cárdenas, Melissa Huddleston, entre otras.
Cabe resaltar que las modelos Thalía Estabridis, Tracy Freundt y Anahí de Cárdenas trabajaron juntas entre las temporadas 2004 y 2006. Para lo cual, Maju Mantilla en 2004, Natalia Urrunaga en 2005 y María Paz Gonzales-Vigil en 2006, fueron las encargadas de acompañarlas como modelos.
Desde 2009 a 2011, las modelos Thalía Estabridis, Tracy Freundt y Melissa Loza trabajaron juntas. Para ello, Alessandra Zignago en 2009; Giselle Patrón y Maricris Rubio en 2010, y Korina Rivadeneira en 2011, fueron las encargadas de acompañarlas como modelos. 
En 2011, se incorporaron modelos varones al elenco; Gino Pesaressi, Rodrigo Fernandini y Édgar Moreno.
En el programa derivado de 2022, contaron con la participación de los modelos Solana Costa, Miss Teen Mundo 2021, y Christian Wengle en el elenco.

## Recepción
Un estudio de 2004 de la Veeduría Ciudadana señala que fue el programa más visto por los jóvenes limeños: un 13.6 % de entre 11 y 13 años y otro 16.3 % de entre 15 y 17 lo eligieron como su programa preferido.
En 2005, recibió a Magaly Medina para competir el debut de Siempre Gisela. En ese año, fue nominado a los Premios Luces como mejor programa de entretenimiento.
A inicios de abril de 2006 el programa sufrió una caída de audiencia debido a las franjas electorales de la primera vuelta de las elecciones presidenciales de aquel año que ocupaban más de 20 minutos. No obstante, meses después fue reconocido como programa juvenil del año por la revista Gente Internacional.
En diciembre de 2007 Terra lo eligió en una encuesta web a nivel nacional como mejor programa nacional de TV con 17 552 votos.
En el año 2009 fue nuevamente nominado a los Premios Luces como mejor programa de concursos.

## Legado
- El 26 de noviembre de 2013 y en julio de 2016 se relanzó Amigos y rivales como secuencia de Esto es guerra.[111]
- En enero del 2015 Esto es guerra reutilizó la secuencia Canta y gana.[112]Y en noviembre del mismo año, ProTV anuncia una serie de ficción basada en una de sus secuencias concurso, llamada Ven, baila, quinceañera.